# کپو (اردکان)
کپو یک روستا در ایران است که در دهستان زرین شهرستان اردکان واقع شده‌است. کپو ۲۳ نفر جمعیت دارد.